# Медаль «В пам'ять короля Олафа V»
Медаль «В пам'ять короля Олафа V» — пам'ятна державна нагорода Королівства Норвегія.

## Історія
Король Норвегії Олаф V помер 17 січня 1991 року. У його похороні, які пройшли 30 січня 1991 року в Осло взяла участь велика кількість зарубіжних політиків, глав держав, членів королівських сімей Європи. У пам'ять про таку скорботну подію була заснована медаль «В пам'ять короля Олафа V» у двох класах: золотий і срібний.

## Опис
Медаль круглої форми з позолоченого срібла або чистого срібла залежно від класу, з королівською геральдичною короною нагорі.
На аверсі зображний профільний портрет короля Олафа V. По колу напис: «OLAV • V • NORGES • KONGE •» (укр. Олаф • норвезький • король).
На реверсі в центрі королівська коронована монограма Олафа V.
До корони прикріплено кільце, за допомогою якого медаль кріпиться до стрічки.
 Стрічка медалі шовкова, муарова, синього кольору з металевою планкою, на якій вибита дата: «30 januar 1991» (укр. 31 січня 1991).